# Tisserin de Maxwell
Ploceus albinucha
Espèce
Statut de conservation UICN

 LC  : Préoccupation mineure
Statut CITES
Le Tisserin de Maxwell (Ploceus albinucha) est une espèce de passereaux appartenant à la famille des Ploceidae, natif d'Afrique équatoriale.
Son nom est attribué à Herbert Eustace Maxwell (1845-1937).

## Répartition et sous-espèces
Selon la classification de référence du Congrès ornithologique international (15.1, 2025) :
- P. a. albinucha (Barbosa du Bocage, 1876) — forêts humides guinéennes ;
- P. a. maxwelli (Alexander, 1903) — Bioko ;
- P. a. holomelas Sassi, 1920 — forêts des basses terres du Nigeria et ouest de la forêt du bassin du Congo.